# Sander (geslacht)
Sander is een geslacht van straalvinnige vissen uit de familie van echte baarzen (Percidae). Het geslacht is voor het eerst wetenschappelijk beschreven in 1817 door Oken.

## Soorten
- Sander canadensis Griffith & Smith, 1834
- Sander lucioperca Linnaeus, 1758
- Sander marinus Cuvier, 1828
- Sander vitreus Mitchill, 1818
- Sander volgensis Gmelin, 1789